# Sela pri Dobovi
Sela pri Dobovi este o localitate din comuna Brežice, Slovenia, cu o populație de 527 de locuitori.